# Pile voltaïque

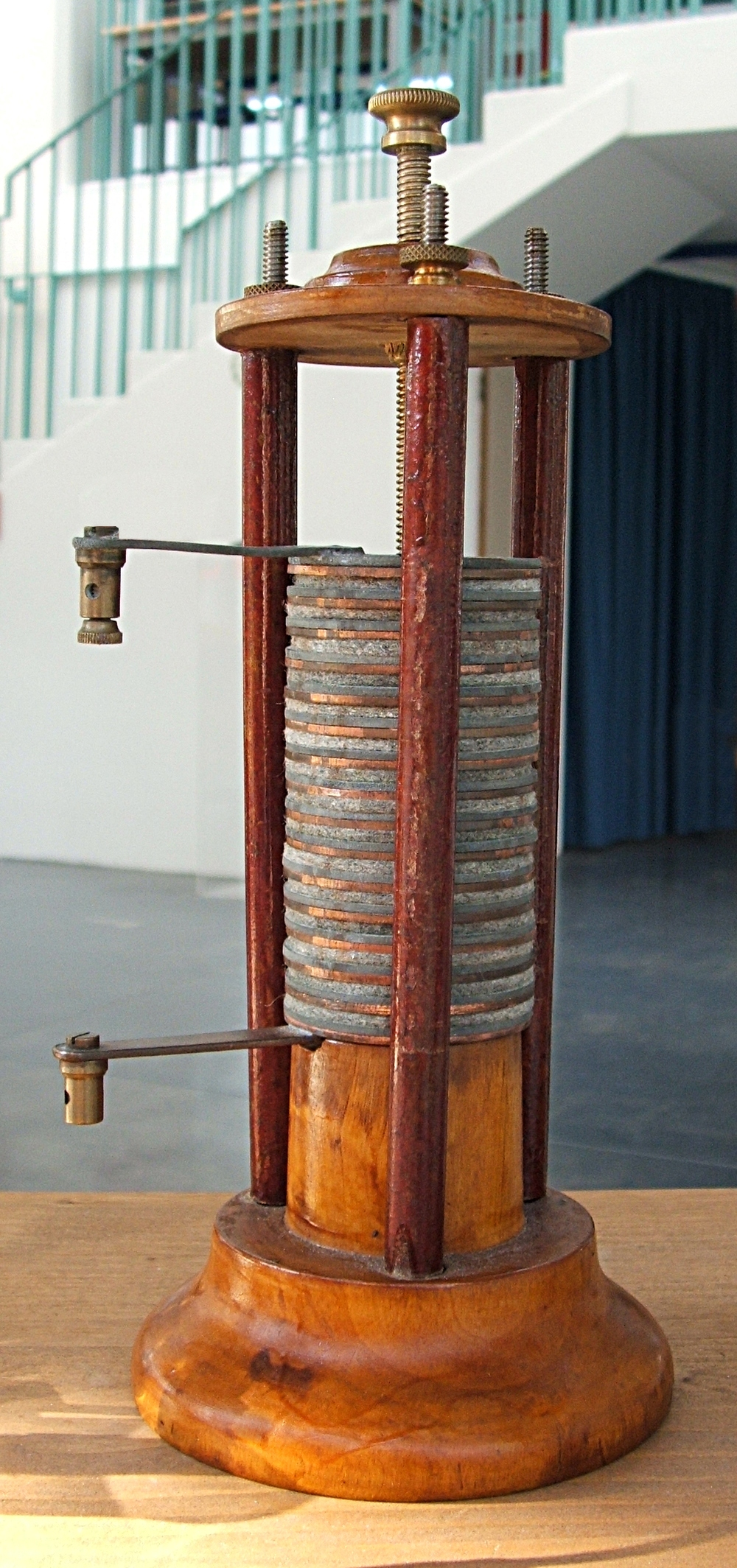
Pile voltaïque.

La pile à colonne de Volta, ou pile voltaïque, ou encore pile de Volta, fut la première pile électrique. Elle a été inventée par Alessandro Volta, qui publie un article à ce sujet en 1800.
La pile est faite d'un empilement de disques de zinc (pôle négatif) et de cuivre ou d'argent (pôle positif) séparés par une couche de tissu imprégné d'eau de préférence salée que l'on nomme l'électrolyte. Le nombre de répétitions de ces éléments zinc/électrolyte/cuivre est proportionnel à la tension aux bornes de la pile.

## Description
La pile de Volta est formée par une pile de petits disques de cuivre (ou de bronze ou d'argent) et de zinc (ou d'étain) alternés,. Chaque disque de cuivre est séparé du disque de zinc sous-jacent par une surface de tissu ou de feutre imbibé de saumure (solution aqueuse de NaCl). Le disque de cuivre suivant est en contact direct avec le disque de zinc qui le surplombe. De cette façon, on a un empilement : cuivre, saumure, zinc, cuivre, saumure, zinc, cuivre, saumure, zinc, etc. Il se produit au niveau de chaque couche, terme qu'on utilisera désormais pour la superposition d'un disque de cuivre et d'un disque de zinc séparés par un tissu retenant la solution, une réaction d'oxydo-réduction : le zinc s'oxyde et l'eau est réduite en hydrogène à la surface de cuivre (le couple rédox Cu2+/Cu n'est pas impliqué).

## Principe de fonctionnement
L'oxydation d'un atome de zinc, selon la réaction Zn → Zn2+ + 2e− produit deux électrons qui transitent vers le disque de cuivre. Les électrons atteignent l'interface avec la solution salée, que l'on nomme l'électrolyte, et une réaction de réduction se produit :  2H2O + 2e− → 2HO− + H2. Le disque de zinc est petit à petit consommé et il y a production de dihydrogène.
Chaque plaque circulaire de zinc constitue un pôle négatif et celle de cuivre un pôle positif. La mise en série des couches permet d'obtenir une tension électrique plus élevée, proportionnelle au nombre de couches[source insuffisante]. 

### Défauts
La pile de Volta présentait un défaut d'étanchéité en raison de la saumure qui imprégnait les rondelles de tissu. Celle-ci coulait de la pile[source insuffisante]. Les disques de feutre s'asséchaient rapidement et ne remplissaient plus alors leur fonction initiale, celle de contenir de l'électrolyte (appelé humeur à l'époque par Volta). La pression du poids de la colonne, sur les disques de feutre du bas, avait tendance à assécher plus rapidement ces disques inférieurs (ce qui limitait aussi la hauteur des piles).   
Par ailleurs, la pile nécessitait un espace important, rendant son utilisation difficile. Enfin, elle présentait le défaut d'être polarisable. La polarisation est un phénomène dû à une accumulation d'ions, à un dégagement d'hydrogène et à la formation d'une pellicule résistante sur les électrodes d'une pile. La pellicule augmente la résistance interne de la pile et diminue progressivement le courant débité[source insuffisante]. 

### Successeurs
La pile à auge, développée en 1802, était une variante de la pile Volta. Ce n'est plus une pile résultant d'un empilement, mais le nom est resté. Il s'agit d'une boîte rectangulaire où les cellules sont disposées horizontalement. Cette pile ne perdait plus d'électrolyte.  

Symbolisme électronique d'une pile moderne - Il se réfère à la pile voltaïque des origines. + (grand trait) - (petit trait)

En 1836, la pile Daniell révolutionna de nouveau le monde de l'électricité : elle fut à l'origine de nos piles modernes.
Dans les piles actuelles, le métal utilisé est plus performant, et la saumure a été remplacée par un gel plus consistant. 

## Renommée
Le succès de la pile de Volta, premier générateur électrique continu, fut immédiat et international.    
Fruit de dix années d'incessantes recherches, Volta communique d'abord avec la Royal Society de Londres en 1800 pour rendre publique son invention. La société britannique lui remet sa plus haute distinction, la médaille Copley, équivalente du prix Nobel aujourd'hui.    
En 1801, Volta a l'occasion de présenter sa découverte à Paris à Napoléon Bonaparte, dans l'enceinte de l'Académie des Sciences. Napoléon ne tarit pas d'éloges. Il lui octroie une rente annuelle et l'élève au rang de sénateur de Lombardie, alors occupée par la France.     
Une reproduction à l'identique de la pile de Volta peut être admirée au Musée Ampère.     

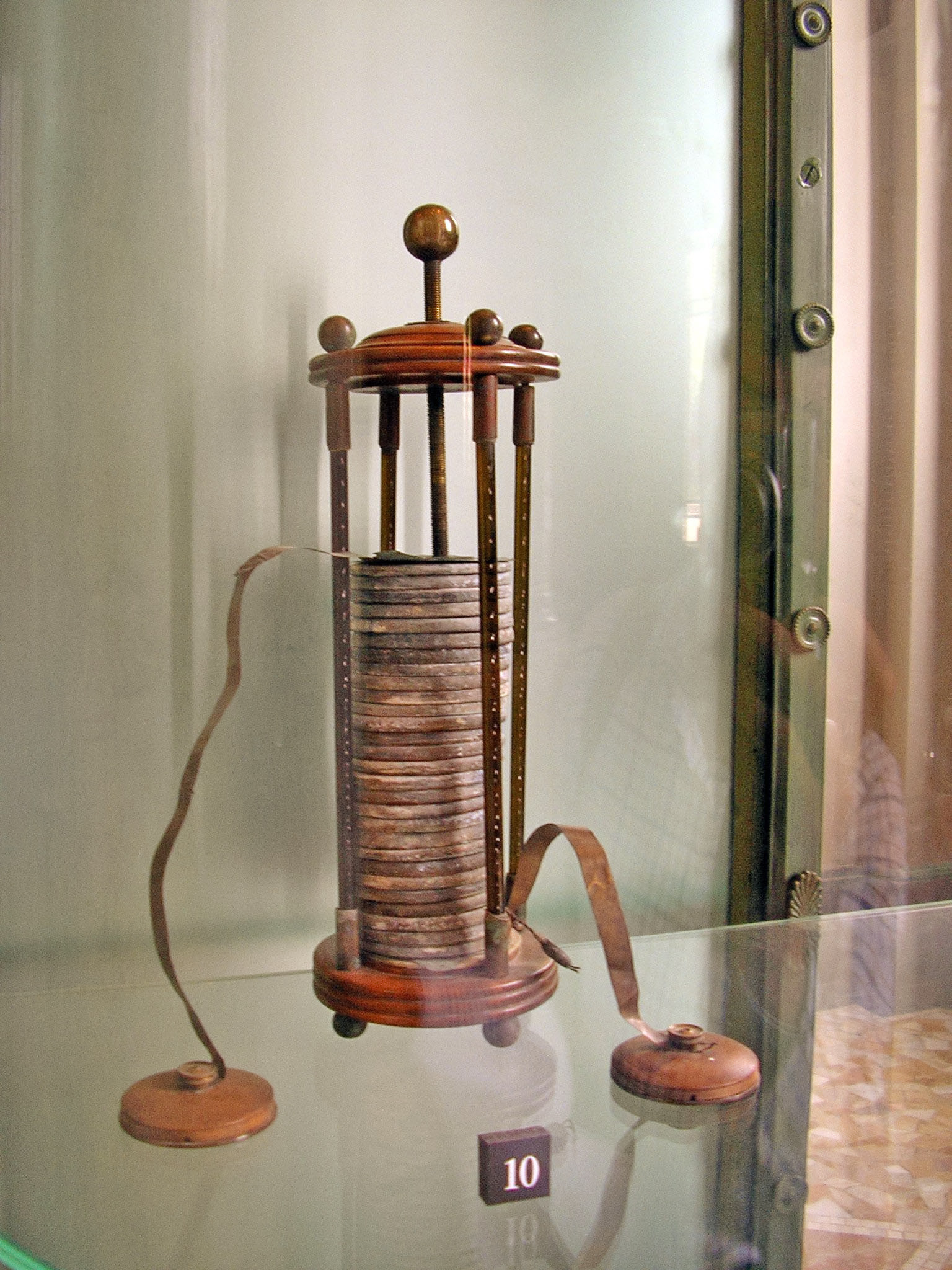
Une pile d'époque.
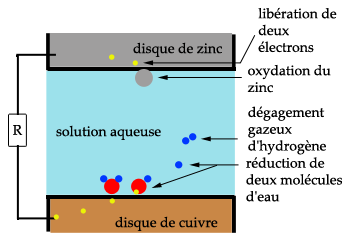
Schéma de fonctionnement de la pile Volta.
Schéma de la pile Volta.